# Frebécourt
Frebécourt és un municipi francès, situat al departament dels Vosges i a la regió del Gran Est. L'any 2007 tenia 304 habitants.

## Demografia

### Població
El 2007 la població de fet de Frebécourt era de 304 persones. Hi havia 132 famílies, de les quals 40 eren unipersonals (4 homes vivint sols i 36 dones vivint soles), 40 parelles sense fills, 44 parelles amb fills i 8 famílies monoparentals amb fills.
La població ha evolucionat segons el següent gràfic:
Habitants censats

### Habitatges
El 2007 hi havia 150 habitatges, 129 eren l'habitatge principal de la família, 9 eren segones residències i 11 estaven desocupats. 137 eren cases i 13 eren apartaments. Dels 129 habitatges principals, 110 estaven ocupats pels seus propietaris, 16 estaven llogats i ocupats pels llogaters i 3 estaven cedits a títol gratuït; 3 tenien una cambra, 4 en tenien dues, 5 en tenien tres, 30 en tenien quatre i 87 en tenien cinc o més. 89 habitatges disposaven pel capbaix d'una plaça de pàrquing. A 57 habitatges hi havia un automòbil i a 60 n'hi havia dos o més.

### Piràmide de població
La piràmide de població per edats i sexe el 2009 era:
| Homes | Edats   | Dones |
| ----- | ------- | ----- |
| 0     | 95 o +  | 0     |
| 4     | 90 a 94 | 0     |
| 0     | 85 a 89 | 12    |
| 0     | 80 a 84 | 4     |
| 0     | 75 a 79 | 0     |
| 12    | 70 a 74 | 8     |
| 4     | 65 a 69 | 12    |
| 8     | 60 a 64 | 0     |
| 4     | 55 a 59 | 4     |
| 4     | 50 a 54 | 12    |
| 16    | 45 a 49 | 12    |
| 8     | 40 a 44 | 4     |
| 28    | 35 a 39 | 16    |
| 8     | 30 a 34 | 16    |
| 24    | 25 a 29 | 16    |
| 12    | 20 a 24 | 8     |
| 4     | 15 a 19 | 8     |
| 4     | 10 a 14 | 12    |
| 16    | 5 a 9   | 0     |
| 12    | 0 a 4   | 12    |

## Economia
El 2007 la població en edat de treballar era de 197 persones, 147 eren actives i 50 eren inactives. De les 147 persones actives 137 estaven ocupades (76 homes i 61 dones) i 10 estaven aturades (5 homes i 5 dones). De les 50 persones inactives 17 estaven jubilades, 19 estaven estudiant i 14 estaven classificades com a «altres inactius».

### Ingressos
El 2009 a Frebécourt hi havia 126 unitats fiscals que integraven 315 persones, la mediana anual d'ingressos fiscals per persona era de 17.649 €.

### Activitats econòmiques
Dels 6 establiments que hi havia el 2007, 4 eren d'empreses de construcció, 1 d'una empresa de comerç i reparació d'automòbils i 1 d'una empresa de serveis.
Dels 4 establiments de servei als particulars que hi havia el 2009, 1 era un paleta, 2 guixaires pintors i 1 lampisteria.
L'únic establiment comercial que hi havia el 2009 era una botiga d'electrodomèstics.
L'any 2000 a Frebécourt hi havia 6 explotacions agrícoles.

## Equipaments sanitaris i escolars
El 2009 hi havia una escola elemental.

## Poblacions més properes
El següent diagrama mostra les poblacions més properes.